# ヘラクレスの柱

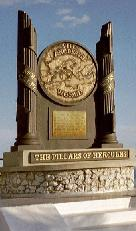
ジブラルタルのJews' Gateにあるヘラクレスの柱の記念碑

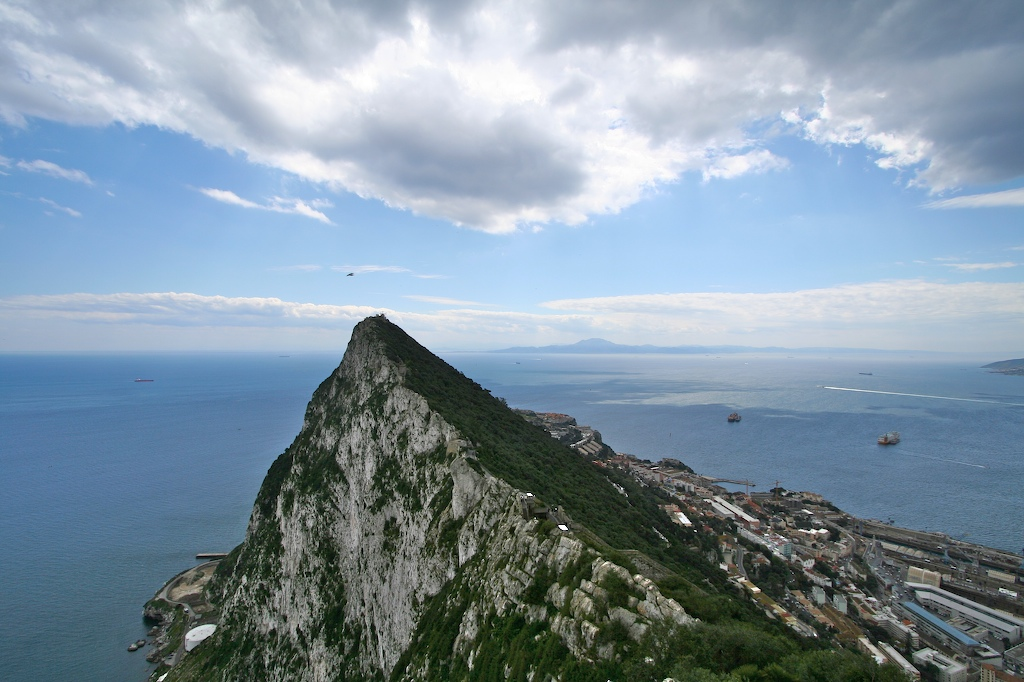
ヘラクレスの柱（ジブラルタルとセウタ）

ヘラクレスの柱（ヘラクレスのはしら、英語: Pillars of Hercules, スペイン語: Columnas de Hércules）は、ジブラルタル海峡の入口にある岬につけられた古代の地名。
北のヨーロッパ側の柱は「ジブラルタルの岩」（Rock of Gibraltar）と広く受け止められているが、南のアフリカ側の柱については諸説あり、その中で有力な候補とされているのが、セウタのモンテアチョ（Monte Hacho）、モロッコのムーサー山（Jebel Musa）である。

## 神話的意義

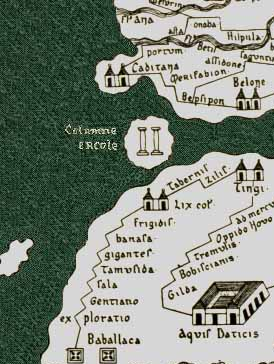
古代ローマの地図の中世の複製ポイティンガー図に表されたヘラクレスの柱

「ヘラクレスの柱」という名前はギリシア神話の英雄ヘラクレスに由来している。

### 柱の名前
ヘラクレスに課せられた12の功業の1つに、大洋オーケアノスの西の果てに浮かぶ島エリュテイアに住むゲーリュオーンの飼う紅い牛をエウリュステウス王のところに連れ帰る仕事（ヘーラクレースの10番目の功業）があった。エリュテイアへ向かう途中、アトラス山を横断しなければならなかったが、ヘラクレスは山を登る代わりに、近道しようと考えた。それで、かつては巨人だった巨大な山をその怪力で砕くことにした。ヘラクレスは不滅の鎚矛または棍棒（神話によってさまざま）を使って、山を真っ二つにした。その結果、大西洋と地中海がジブラルタル海峡で繋がった。以降、分かれた2つの山をひとまとめにして、ヘラクレスの柱と呼ぶようになった。

### 門としての柱
ヘラクレスの柱は、地球の異なる地域に通じる門あるいはゲートとして、あちこちで言及されている。カルタゴ提督ヒミルコ（Himilco）はMuddy Sea（柱の南西にある浅い台地）領域の調査に遣わされ、その報告書に次のようなことを書いた。「波と波の間の谷にたくさんの海藻が育ち、それは茂みのように船の航行を遅らせる（中略）海獣たちがあちこちでのろのろ動いていて、のろのろ進む船団の間を、巨大な怪物がだらだらと泳いでいる」（Avienus）。この描写は「泥の海」というよりはサルガッソ海のようである。
プラトンによると、失われた王国アトランティスはヘラクレスの柱の向こうにあったという。
|  |  |  |  |

ヘラクレスの柱はスペインの旗印にも描かれている。この図案は、神聖ローマ帝国カール5世（スペイン王カルロス1世）の有名な紋章に基づいている。「プルス・ウルトラ」というラテン語のモットーは、ヘラクレスの柱を地中海のゲートとしてより、他の世界への入口としてとらえたいという願望を示している。これは神話に出てくる、世界の果てを示す柱に刻まれた警句「Non Plus Ultra（Nec Plus Ultra）」（この向こうには何もない）の反語のようでもある。さらにそのモットーは、スペインがかつて海の向こうに所有していた領土も示している。

## フェニキア人との関係
ガデス島またはガデイラ島（ジブラルタル海峡の先にある現在のカディス）の東海岸の近くに「ティルス人のヘラクレス」と呼ばれるメルカルトの最西端の神殿があった（ストラボン3.5.2-3）。神殿の中にある高さ8キュビット（約4m）の2つのブロンズの柱を、この場所を訪れ、ヘラクレスに捧げものをした多くの人々は、本物のヘラクレスの柱だと広言していた——とストラボンは書いている（3.5.5-6）。しかし、ストラボンはその風説は欺瞞であると信じていて、その柱の銘にはヘラクレスのことは何一つ書かれていないと軽く触れ、あとは、フェニキア人がそれを作るのにどれだけの出費をしたかということばかり述べている。

## ダンテの「地獄」
ダンテ・アリギエーリは『神曲』地獄篇の中で（第26歌）、オデュッセウスがヘラクレスの柱（かつては世界の西の果てと考えられていた）を通過したと書いている。オデュッセウスは自分の目的は未知の知を得ることだということで、部下を危険にさらすことを正当化する。5ヶ月の航海の末、オデュッセウスは煉獄を発見するが、竜巻に遭い船は沈没してしまう。

## ドル($)の記号に関するエピソード
通貨のドルの表記はコンピュータ上ではSの表記に縦棒が一本であることが多いが、紙幣などでは二本の表記である場合が多い。この二本での表記はヨーロッパとアフリカをつなぐ二つの柱であったヘラクレスの柱(ジブラルタとセウタ)を表すという説がある。